# Xingyiquan
Lo xingyiquan (in cinese 形意拳, traducibile con Pugilato della forma e dell'intenzione), Hsing I Chuan (Wade-Giles) è uno stile di arti marziali cinesi ed è una delle tre principali scuole Nèijiā assieme a taijiquan e baguazhang. Lo Xingyiquan utilizza una figura di base detta santishi (三体式, figura delle tre parti del corpo).
(Essentials of Chinese Wushu)

## La storia
Secondo il libro Xingyi Quanshu Daquan ci sono tre tradizioni che raccontano le origini dello Xingyiquan: una tramanda che questo stile sia stato creato dal generale Yue Fei; un'altra lega la fondazione dello Xinyiquan a Ji Jike (姬际可); un'altra ancora riferisce che lo Xinyiquan è stato creato da Damo (达摩, cioè Bodhidharma).
La prefazione del "Liuhe quanpu", un testo del diciottesimo secolo, ne attribuisce la paternità a Ji Longfeng (际龙峰), un pugile di Puzhou (蒲州) dello Shanxi che è vissuto dal 1602 al 1680. Il suo insegnamento è giunto fino ai nostri giorni con il nome di Shanxi Xingyiquan. Ji Jike e Ji Longfeng sono identificati nella stessa persona come possiamo leggere:
(Essentials of Chinese Wushu)
Lo Shanxi Xingyiquan si è diviso in altre due branche: Ma Xueli (马学礼) ha fondato l'Henan Xingyiquan, anche chiamato Xinyi Liuhequan 心意六合拳; Li Luoneng (李洛能) ha dato vita all'Hebei Xingyiquan.

## Le forme
Possiede come Taolu: Wuxingquan (五行拳); Lianhuanquan (连环拳); Shier Xingquan (十二形拳); Bashichui (八式捶); Zashichui (杂式捶); Sibaquan (四把拳); Shier Hongchui (十二洪捶); Churudong (出入洞); Wuxing Xiangsheng (五行相生); Longhudou (龙虎斗); ecc. 
I Duilian sono: Wuxingpao (五行炮));  ; Anshenpao (安身炮)); ;Sanshoupao (三手炮); Wuhuapao (五花炮)); ;Jiutaohuan (九套环)); ;ecc.
Le armi sono: Lianhuandao (连环刀); Sanhe dao (三合刀); Lianhuanqiang (连环枪); Lianhuangun (连环棍); Sancaidao (三才刀); Sancaijian (三才剑); Wuxing liu jian (行步六剑); Liuhedao (六合刀); Liuheqiang (六合枪); Liuhe daqiang (六合大枪); Fengchi Tang (凤翅镗); ecc.

## I rami dello stile
Esistono tre suddivisioni principali dello Xingyiquan:
- 1) Stile dello Shanxi
- 2) Stile dell'Hebei a cui appartiene la Scuola Liu (Liupai, 刘派)[11]
- 3) Stile dell'Henan anche detto Xinyi Liuhequan (praticato principalmente dalla minoranza Hui)

I primi due hanno molte caratteristiche in comune a partire dalle strutture di base Wuxingquan e Shier xing, il terzo utilizza la struttura dei 10 animali (Shi Xing).
Secondo alcune fonti lo stile dell'Hebei sarebbe stato creato da Guo Yunshen (郭云深),  quello dell'Henan da Ma Xueli. Esistono altre suddivisioni ulteriori:
- Stile Dai fondato da Dai Longbang (戴龙邦) e Dai Lingbang (戴陵邦).
- Stile Ji fondato da Ji Longfeng(际龙峰), che sarebbe lo stile originario.
- Stile Ma fondato da Ma Xing, che appartiene al ramo dello Henan.
- Stile Mai fondato da Zhang Jizheng, che appartiene al ramo dello Henan.
- Stile Song fondato da Song Shipeng, che appartiene al ramo dello Shanxi[12]
- Stile Sun fondato da Sun Lutang
- ecc.